# 拉赫

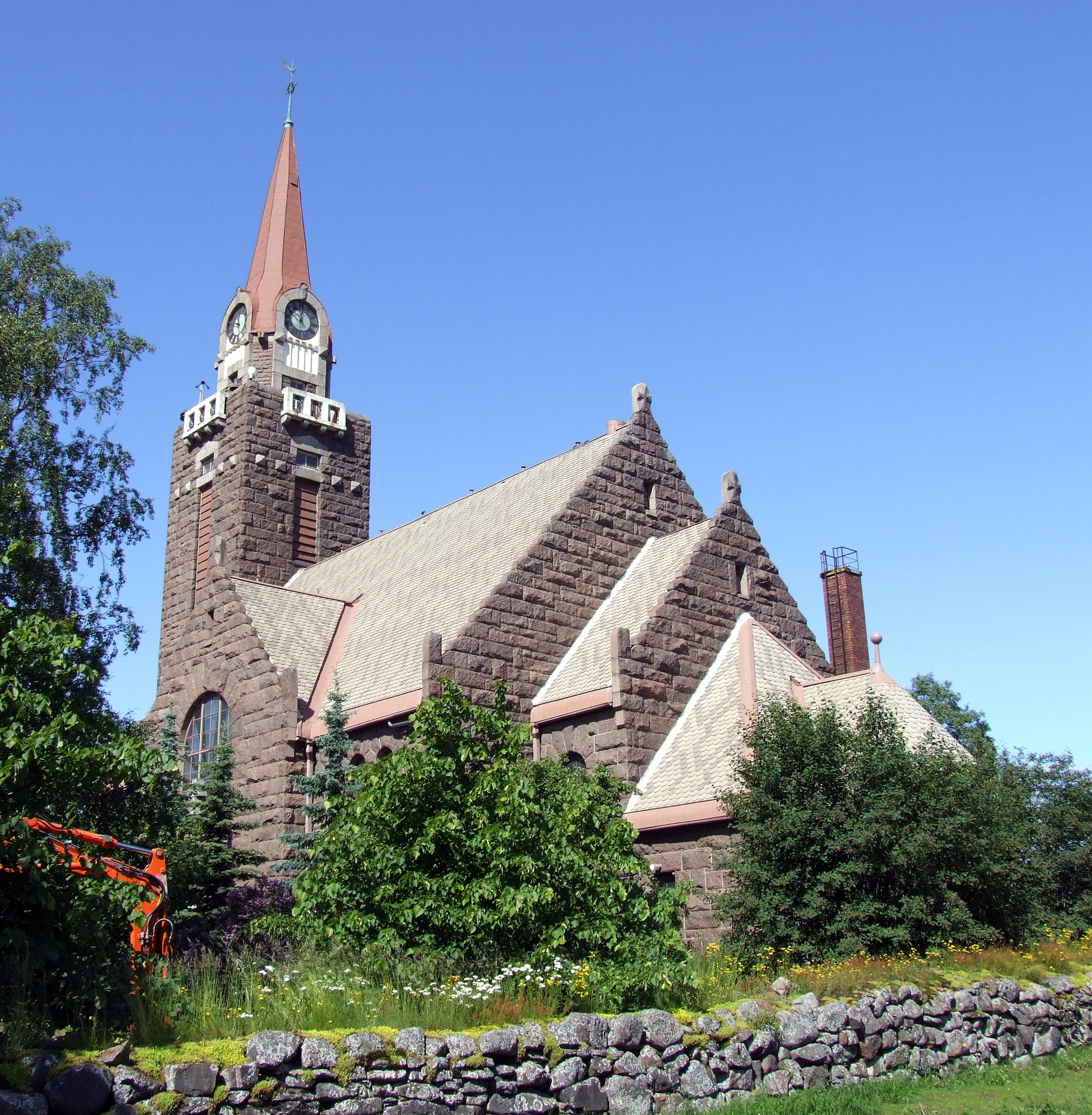
拉赫教堂

拉赫（芬蘭語：Raahe）是芬蘭北博滕區的城市，位於該國西部波的尼亞灣沿岸，面積1,399.26平方公里，2012年人口22,606，其中約99%居民的母語是芬蘭語。

## 外部連結
- 拉赫市官方网站 （页面存档备份，存于） （文） （英文） （法文） （俄文）
- Genealogical Society of Finland （页面存档备份，存于） （文） （瑞典文） （英文）